# Lajos Som

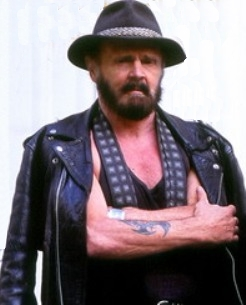
Lajos Som (2006)

Lajos Som (* 1. Oktober 1947 in Budapest; † 30. Oktober 2017 Budapest) war ein ungarischer Rockmusiker. Größere Bekanntheit erlangte der Bassist als Gründer und treibende Kraft der Hardrock-Band Piramis.

## Leben
Som begann bereits als Jugendlicher zu musizieren und trat schon im Alter von 17 Jahren 1964 in einer Band auf. 1965 gründete er seine erste eigene Band, die Dogbeaters. Von 1968 bis 1969 spielte er in der Band Record, die regelmäßig im Klubhaus einer Budapester Wollhandelsfirma auftrat. Der Sprung zum professionellen Musiker gelang ihm 1970 als Mitglied der Gruppe Neoton. Dort lernte er auch seine spätere Ehefrau Beata Karda kennen. Während Neoton eher der Popmusik zuzurechnen war, wechselte Som im Folgejahr das Genre, als er mit Béla Radics, Feco Balázs und Győző Brunner die Hardrock-Band Taurus gründete. Taurus gilt als erste Hardrockband in Ungarn und als zweite Supergroup des Landes. Som verließ die Band jedoch schnell wieder, worauf sie nach kurzer Zeit zerfiel.
1974 gründete Som dann zusammen mit Miklos Köves János Závodi die Gruppe Piramis. Die Band war Ende der 1970er bis zum Anfang der 1980er in Ungarn sehr erfolgreich und veröffentlichte in kurzer Folge drei Studioalben und ein Livealbum. Som war zusammen mit dem 1975 hinzugekommenen Sänger Sándor Révész die treibende Kraft und prägte den Stil der Band. Piramis versuchte 1981 Elemente des New Wave aufzunehmen, war damit aber wenig erfolgreich. Révész verließ nach einer Tour durch die DDR 1981 die Band, die in verminderter Besetzung 1982 noch ihr fünftes Studioalbum veröffentlichte.
Ende 1982 wurde Som verhaftet. Ihm wurde der Schmuggel von Gold vorgeworfen. Die Einfuhr von Gold aus der Sowjetunion war in der damaligen Zeit für Musiker, die in der UdSSR tourten und über die entsprechenden finanziellen Mittel verfügten, durchaus üblich, aber illegal. Zusammen mit Som wurde auch Kövest angeklagt. Die Band versuchte noch ohne die beiden weiterzumachen, löste sich aber nach wenigen Monaten auf.
Som hatte erst 1985 wieder Gelegenheit zu Auftritten. Zusammen mit Tamás Takáts, Tamás Szekeres, Károly Gigor und László Varga spielte er in der Band Senator. Die Gruppe war durchaus erfolgreich, ihre Popularität reichte jedoch nicht an die von Piramis heran.
Wieder erwachendes Publikumsinteresse führte 1992 zu einer ersten Wiedervereinigung von Piramis. Zunächst war lediglich ein Konzert geplant, bis 1993 wurden aber dann insgesamt fünf Konzerte gespielt. Lajos Som und János  Závodi feierten beide 1997 jeweils ihren 50. Geburtstag und veröffentlichten aus diesem Anlass das Album Száz év zene (Hundert Jahre Musik), auf dem auch acht Titel von Piramis vertreten waren.
Im Jahre 2006 kam es dann zu einer weiteren Wiedervereinigung von Piramis. Auch hier war ursprünglich nur ein Konzert geplant, aufgrund des Publikumsinteresses trat die Band jedoch insgesamt fünf Mal auf. Som war bereits von seiner Krankheit schwer gezeichnet und betrat die Bühne nur am Anfang und Ende der Konzerte. Seinen Part am Bass übernahm Attila Paróczai. An der Neugründung der Band 2009 war Som dann nicht mehr beteiligt.
Som plante 2011 zusammen mit István Slamovits eine neue Band mit dem Namen StOrM  zu gründen. Die Gründung wurde auf Pressekonferenzen angekündigt, die Idee aber aufgrund der gesundheitlichen Probleme Soms nie verwirklicht. Som starb im Alter von 70 Jahren im Oktober 2017 nach langer, schwerer Krankheit. Er wurde auf dem Farkasréti-Friedhof in Budapest am 17. November 2017 beigesetzt.
In einem schriftlich geführten Interview gab Som 2015 zu, vom staatlichen ungarischen Sicherheitsdienst angeworben worden zu sein und auch Berichte geliefert zu haben.

## Diskografie

### Mit Neoton
- 1970: Bolond város

### Mit Taurus
- 1972: Zöld Csillag / Szólíts meg vándor (Single)

### Mit Piramis
- 1977: Piramis
- 1978: Piramis 2
- 1979: Primais 3
- 1979: A nagy buli  -  Ifipark 1979
- 1981: Erotica
- 1982: Plusz

### Mit Senator
- 1985: Senator

### Som–Závodi
- 1997: Száz év zene